# Josef Trousílek
Josef Trousílek (16. března 1918 Praha – 5. října 1990 tamtéž) byl český a československý hokejový obránce. S reprezentací získal dva tituly na mistrovstvích světa, stříbrnou olympijskou medaili a tři tituly mistra Evropy.
Trousílek se jako student sice věnoval volejbalu, basketbalu a především atletice, ale ještě na gymnáziu u něj převážil lední hokej. Již v roce 1933 se stal hráčem LTC Žižkov. Po třech letech přestoupil do Slavie Praha a po dalších dvou do konkurenční Sparty. Tam ovšem vydržel pouze jednu sezónu, po níž se stal hráčem LTC Praha. V tehdy nejlepším československém klubu hrál v období 1939–1952 a získal s ním 4 tituly mistra protektorátní českomoravské ligy a další 4 mistrovské tituly poválečné československé ligy.
Vstup do elitního klubu mu rychle otevřel cestu do reprezentace, ale na mistrovství světa ve Švýcarsku v roce 1939 zůstal Trousílek pro nemoc pouze na soupisce. Díky nesmlouvavému stylu hry si v roce 1940 po zápase proti Němcům vysloužil nepříjemnou pozornost gestapa. Po 2. světové válce se stal důležitým členem reprezentace. Na mistrovství světa v Praze v roce 1947, pro Československo historicky prvním zlatém, nastoupil ovšem jenom ke dvěma zápasům, mezi nimiž bylo i prohrané utkání s největším konkurentem — Švédskem. V roce 1948 získal na Zimních olympijských hrách ve Sv. Mořici (turnaj byl brán i jako mistrovství světa) celkově stříbrnou medaili. Kromě toho zde Čechoslováci získali titul mistrů Evropy.
Mohutný Trousílek se mohl osobně svým uměním nejvíce projevit v roce 1949 na mistrovství světa a Evropy ve Stockholmu. Po letecké katastrofě z listopadu předchozího roku zbyl z olympijského výběru v obraně jako dalece nejzkušenější hráč. Jako takový se zde výrazně podílel na zisku dalších dvou titulů a také první porážce Kanady od Československa. Přestože šampionát dohrával Trousílek se dvěma nalomenými žebry, neustoupil ze svého nebojácného stylu hry. I zde se prezentoval celou řadou vytříbených bodyčeků, kterými vnášel odjakživa do hry československého mužstva kanadské prvky. Celkově za reprezentaci odehrál 42 zápasů a vstřelil a 5 gólů.
Josef Trousílek několik let působil jako trenér ve Starém Smokovci, Praze a Hradci Králové, kde se hodně zasloužil o výstavbu stadiónu.
V roce 2010 byl uveden do Síně slávy českého hokeje.